# 和田敦彦
和田 敦彦（わだ あつひこ、1965年8月 - ）は、日本の文学研究者。専攻は日本近代文学、早稲田大学教授。

## 来歴
高知県生まれ。1994年、早稲田大学大学院文学研究科博士課程単位取得退学。1996年、信州大学人文学部助教授。1997年、「近代日本の小説と読者に関する研究-読書論の立場からの表現分析」で文学博士。2005年コロンビア大学客員研究員。2007年、早稲田大学教育学部・総合科学学術院准教授。2008年、同教授。
『書物の日米関係』（新曜社、2007年2月）で、日本図書館情報学会賞、日本出版学会賞、ゲスナー賞を受賞した。

## 著書

### 単著
- 『読むということ：テクストと読書の理論から』ひつじ書房〈未発選書4〉、1997年10月。ISBN 4938669897
- 『メディアの中の読者：読書論の現在』ひつじ書房〈未発選書11〉、2002年5月。ISBN 4894761572
- 『書物の日米関係：リテラシー史に向けて』新曜社、2007年2月。ISBN 978-4788510364
- 『越境する書物：変容する書物環境の中で』新曜社、2011年8月。ISBN 978-4788512504
- 『読書の歴史を問う：書物と読者の近代』笠間書院、2014年7月。ISBN 978-4305707369。増訂版 文学通信、2020年8月。ISBN 978-4909658340
- 『「大東亜」の読書編成：思想戦と日本語書物の流通』ひつじ書房〈未発選書30〉、2022年2月。ISBN 978-4823411298
- 『読書調査の歴史と資料：戦前・戦中』樹村房、2025年5月。ISBN 978-4883674084
- 『戦下の読書：統制と抵抗のはざまで』講談社選書メチエ、2025年7月。ISBN 978-4065403365

### 編著
- 『読書論・読者論の地平』若草書房〈日本文学研究論文集成47〉、1999年9月。ISBN 4948755524
- 『コレクション・モダン都市文化8・デパート』ゆまに書房、2005年5月。ISBN 9784843315361
- 『国定教科書はいかに売られたか：近代出版流通の形成』ひつじ書房、2011年3月。ISBN 9784894765610
- 『職業作家の生活と出版環境：日記資料から研究方法を拓く』文学通信、2022年6月。ISBN 9784909658821